# Урик (приток Большой Белой)
У́рик — река в Бурятии и Иркутской области России, правый приток Большой Белой.

## Описание
Берёт начало из небольшого горного озера в Китойских Гольцах. Впадает в реку Большую Белую в 103 км от её устья (в 182 км от устья реки Белой).
Длина реки — 210 км, площадь водосборного бассейна — 3520 км².
Урик популярен среди водных туристов. Наиболее серьёзные препятствия: Хара-Жалгинский каньон, чуть проще каскад Амбартагольские Щёки, порог 101, порог Чёртики, порог Чёртовы ворота, порог Красный каньон, порог Крокодилы.
После Амбартагольских Щёк на протяжении 20—25 км Урик — быстрая и мелкая река, часто катамаран садится на мель и приходится протаскивать его по воде вручную. Постепенно река сужается и входит в каньон, резко увеличиваются глубины. За 1,5 км до впадения левого притока реки Хоньчин, Урик образует 8-метровый водопад, а через 25 км перед устьем правого притока реки Даялык, выходит из ущелья.

## Гидрология
| Средний расход воды (м³/с) реки Урик по месяцам с 1957 по 1990 гг. (замеры производились на гидрологическом посту в 16 км от устья) |

## Данные водного реестра
По данным государственного водного реестра России и геоинформационной системы водохозяйственного районирования территории РФ, подготовленной Федеральным агентством водных ресурсов:
- Бассейновый округ — Ангаро-Байкальский
- Речной бассейн — Ангара
- Речной подбассейн — Ангара до створа гидроузла Братского водохранилища
- Водохозяйственный участок — Белая
- Код водного объекта — 16010100512116200003743